# 武昌县 (中华民国)
武昌县，中国旧县名，原轄區即今湖北省武漢市的青山區、洪山區及江夏區一帶。
1912年，改湖北省江夏县置武昌县，属江汉道；同省的武昌县则改为寿昌县（今鄂州市）。1926年12月，原武昌縣第一次拆分為武昌市和武昌縣。1946年10月，原武昌縣第二次拆分為武昌市和武昌縣。1949年后，武昌縣属大冶专区。1949年11月，武漢市設洪山區，後於1951年4月併入武漢市第八區（武昌郊區），第八區又於1952年7月拆分為南湖區和東湖區。1951年12月，武漢市將武昌縣第九區改為青山區。1952年，武昌縣改隶于孝感专区。1955年2月，武漢市將原武昌縣第九區21個鄉鎮合併，設立新的青山區；將東湖區與武昌縣的第七區合併，再次設立洪山區。1959年武昌縣划归武汉市。1961年再度划回孝感专区，1965年划归咸宁专区。1975年，最终划回武汉市。1995年，撤县建区，成立江夏区。